# フォクシジェン
フォクシジェン (Foxygen) は、アメリカはカリフォルニア州ウェストレイクビレッジで2004年に結成されたインディー・ロック・デュオである。ギターとキーボード担当のジョナサン・ラドー (Jonathan Rado)とボーカル担当のサム・フランス (Sam France)から成る。60年代、70年代のサイケデリック・ロックやグラム・ロックの影響の色濃いサウンドを特徴とする。

## 来歴

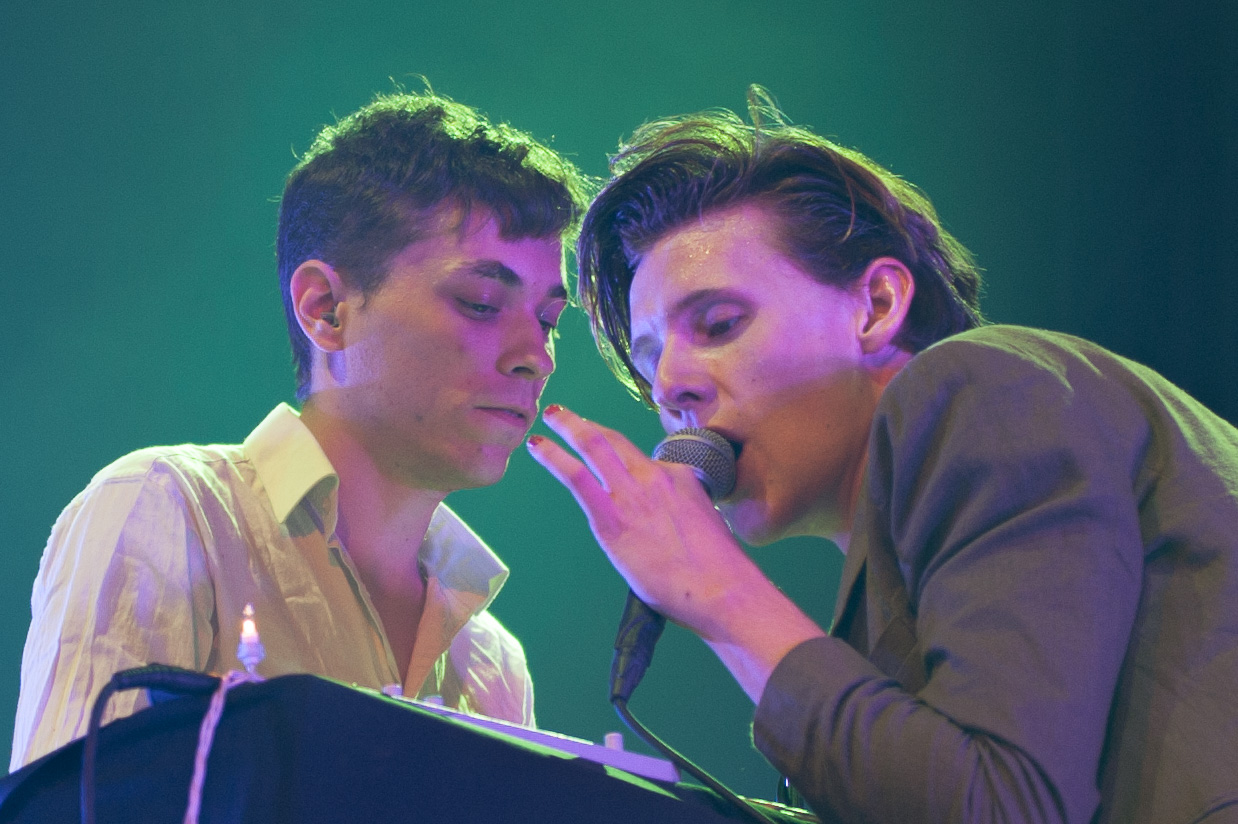
ライブで演奏するバンド（2015年）

2004年、ジョナサンとサムが14歳と15歳の時にバンドを結成。2007年から2011年にかけて、自主制作作品を数多く発表。
2011年初頭、リチャード・スウィフト (Richard Swift)に音源を手渡したことでバンドは才能を見出されることとなり、ジャグジャグウォーと契約を結び、5月に最初のスタジオ・アルバムとなる『Take the Kids Off Broadway』をリリース。
2013年には2作目のアルバム『We Are the 21st Century Ambassadors of Peace & Magic』をリリース。リチャードをプロデュースに迎え制作された本作は、ピッチフォーク・メディアから「Best New Music」に選ばれた。
昨今、バンドはそのライブ・パフォーマンスの錯乱ぶりや、マイクを自身の顔にぶつけたり、ステージ上の機材をよじ登ったり、野次を飛ばす観客に話しかけ続けたりといった、サムの狂気じみたステージングにも評判が集まっている。2013年7月には、ミネアポリスでのライブ中に、サムがステージから落下し、足の骨を折るという事件もあった。

## ディスコグラフィー

### アルバム
- Jurrassic Exxplosion Phillipic (2007年)
- Take the Kids Off Broadway (2011年)
- We Are the 21st Century Ambassadors of Peace & Magic (2013年)
- ...And Star Power (2014年)
- Hang (2017年)
- Seeing Other People  (2019年)

### EP
- Electric Sun Machine (2005年)
- Catfood, Dogfood, Motor Oil (2005年)
- Ghettoplastikk! (2009年)
- Kill Art (2009年)
- EP 2011 (2011年)